# Reg Strikes Back
Albums de Elton John
Elton John's Greatest Hits Vol. 3
(1987) The Complete Thom Bell Sessions
(1989)
Singles
1. I Don't Wanna Go on with You Like That
Sortie : juin 1988
2. Town of Plenty
Sortie : septembre 1988
3. A Word in Spanish
Sortie : 1988
4. Mona Lisas and Mad Hatters (Part Two)
Sortie : 1988

Reg Strikes Back est le vingt-et-unième album studio d'Elton John sorti le 24 juin 1988.
Il contient le succès international I Don't Wanna Go on with You Like That qui s'est notamment classé numéro un au Canada et à la deuxième place du Billboard Hot 100 aux États-Unis,.

## Liste des chansons
Toutes les chansons sont écrites et composées par Bernie Taupin et Elton John, sauf Heavy Traffic écrite et composée par Bernie Taupin, Elton John et Davey Johnstone.
Édition vinyle originale
| 1. | Town of Plenty                         | 3:40 |
| 2. | A Word in Spanish                      | 4:39 |
| 3. | Mona Lisas and Mad Hatters (Part Two)  | 4:12 |
| 4. | I Don't Wanna Go on with You Like That | 4:35 |
| 5. | Japanese Hands                         | 4:40 |

| 6.  | Goodbye Marlon Brando    | 3:30 |
| 7.  | The Camera Never Lies    | 4:36 |
| 8.  | Heavy Traffic            | 3:30 |
| 9.  | Poor Cow                 | 3:50 |
| 10. | Since God Invented Girls | 4:54 |

| 11. | Rope Around a Fool                                                    | 3:48 |
| 12. | I Don't Wanna Go on with You Like That (Shep Pettibone Mix)           | 7:16 |
| 13. | I Don't Wanna Go on with You Like That (Just Elton and His Piano Mix) | 4:37 |
| 14. | Mona Lisas and Mad Hatters (Part Two) (The Renaissance Mix)           | 6:19 |

## Musiciens
La numérotation des chansons fait référence aux versions CD et numériques de l'album.
- Elton John – chant, choeurs, Roland RD-1000 piano numérique (1, 3, 4, 10), synthétiseurs (2, 5, 6, 9), orgue  (2), piano acoustique (5, 7, 8)
- Fred Mandel – synthétiseurs
- Fred McFarlane – programmation des synthés et claviers
- Davey Johnstone – guitare électrique (1, 2, 3, 5–9), guitare acoustique (2, 4, 5, 6, 8, 10), chœurs
- Pete Townshend – guitare acoustique (1)
- David Paton – basse
- Charlie Morgan – batterie
- Ray Cooper – maracas (6-9), tambourin (6-9), timbales (6-9)
- Freddie Hubbard – trompette (3), bugle (3)
- Dee Murray – chœurs
- Nigel Olsson – chœurs
- Adrian Baker – chœurs (10)
- Bruce Johnston – chœurs (10)
- Carl Wilson – chœurs (10)

## Classements hebdomadaires
| Classement (1988-1989)        | Meilleure place |
| ----------------------------- | --------------- |
| Allemagne (Media Control AG)  | 18              |
| Australie (ARIA)              | 13              |
| Autriche (Ö3 Austria Top 40)  | 13              |
| Canada (RPM 100 Albums)       | 6               |
| États-Unis (Billboard 200)    | 16              |
| France (SNEP)                 | 30              |
| Norvège (VG-lista)            | 8               |
| Nouvelle-Zélande (RIANZ)      | 26              |
| Royaume-Uni (UK Albums Chart) | 18              |
| Suède (Sverigetopplistan)     | 18              |
| Suisse (Schweizer Hitparade)  | 5               |

## Certifications
| Pays                  | Certification | Unités certifiées |
| --------------------- | ------------- | ----------------- |
| Canada (Music Canada) | 2 × Platine   | 200 000           |
| États-Unis (RIAA)     | Or            | 500 000           |
| France (SNEP)         | Or            | 100 000           |
| Royaume-Uni (BPI)     | Argent        | 60 000            |